# Крушевский, Эдуард Андреевич
Эдуа́рд Андре́евич Круше́вский (10 (22) октября 1851, Варшава, Российская империя — 3 (16) марта 1916, Петроград) — капельмейстер и композитор. Заслуженный артист Императорских театров (1911).

## Биография
Эдуард Крушевский родился в Варшаве, закончил Санкт-Петербургскую консерваторию в 1890 году.
Был приглашен вторым капельмейстером в Петербургскую императорскую труппу, где прослужил 1876—1913 гг., дирижировал общедоступными концертами Императорского русского музыкального общества и затем три года — симфоническими собраниями того же общества. 
Дирижирование без подготовки в Мариинском театре такими операми, как «Эсклармонда» Массне, «Млада» Римского-Корсакова, «Фальстаф» Верди были причиной приглашения Крушевского вторым капельмейстером русской оперы. Его произведения — увертюра; мастерски написанные речитативы к опере «Тайный брак» Чимарозы. Крушевский был перворазрядным аккомпаниатором на фортепиано.
С 1910 до конца жизни заведовал нотной библиотекой императорских театров.
Эдуард Андреевич Крушевский умер 3(16) марта 1916 года в городе Петрограде.